# Neaxestis griseata
Neaxestis griseata är en fjärilsart som beskrevs av George Francis Hampson 1902. Neaxestis griseata ingår i släktet Neaxestis och familjen trågspinnare. Inga underarter finns listade i Catalogue of Life.